# Marcel Fischer
Marcel Fischer, född den 14 augusti 1978 i Bern, Schweiz, är en schweizisk fäktare som tog OS-guld i herrarnas värja i samband med de olympiska fäktningstävlingarna 2004 i Aten.